# Tribunales Tributarios y Aduaneros de Chile
Los Tribunales Tribuarios y Aduaneros (TTA) son órganos jurisdiccionales letrados de primera instancia, especializados e independientes del Servicio de Impuestos Internos y del Servicio Nacional de Aduanas. Se dedican a resolver los reclamos tributarios y aduaneros que personas naturales o jurídicas presentan en contra de las decisiones administrativas adoptadas por el Servicio de Impuestos Internos (SII) o el Servicio Nacional de Aduanas, al estimar que son infringidas las disposiciones legales tributarias o aduaneras, o bien, que son vulnerados sus derechos. 

## Órgano del cual dependen
Promulgada el 13 de enero de 2009 y publicada el 27 del mismo mes, la Ley Nº 20.322 que establece el “Fortalecimiento y perfeccionamiento de la Jurisdicción Tributaria y Aduanera” a través de la nueva Ley Orgánica de Tribunales Tributarios y Aduaneros, señala que los TTA dependen directamente de la supervigilancia directiva, correccional y económica de la Corte Suprema.

## Implementación
Se definió que entrarían en funcionamiento gradualmente en regiones. Al año 2012, funcionan en las capitales de ocho regiones del país: 
las regiones de Arica y Parinacota, Tarapacá, Antofagasta, Atacama, Coquimbo, Maule, La Araucanía, y Magallanes y Antártica Chilena.
Los tribunales de las regiones Metropolitana, Valparaíso y O'Higgins, las que concentran una parte importante de la población del país, empezaron a operar durante el 2013. El 28 de mayo de 2014 se modifica la ley orgánica de tribunales tributarios y aduaneros, en materia de plantas.

## Funciones de los TTA
En general, los TTA: 
- Resuelven los reclamos que presentan los contribuyentes conforme a lo establecido en el Libro Tercero del Código Tributario.
- Conocen y fallan las denuncias a las que se refiere el artículo 161 del Código Tributario, y también los reclamos por denuncias o giros contemplados en el número tercero del artículo 165 del mismo cuerpo legal.
- Resuelven las reclamaciones presentadas conforme al Título VI del Libro II de la Ordenanza de Aduanas, y las que se interpongan de acuerdo con lo dispuesto en los artículos 186 y 187 de la misma.
- Disponen en sus fallos la devolución y pago de las sumas solucionadas indebidamente o en exceso a título de impuestos, reajustes, intereses, sanciones, costas u otros gravámenes.
- Resuelven las incidencias que se promueven durante la gestión de cumplimiento administrativo de las sentencias.
- Conocen el procedimiento especial de reclamo por vulneración de derechos, establecido en el Párrafo 2º del Título III del Libro Tercero del Código Tributario.
- Conocen el procedimiento especial de reclamo por vulneración de derechos establecido en el Párrafo 4 del Título VI del Libro II de la Ordenanza de Aduanas.